# Armistead
Armistead es un área no incorporada ubicada en el condado de Kern en el estado estadounidense de California.

## Geografía
Armistead se encuentra ubicada en las coordenadas 35°32′52″N 117°55′39″O / 35.54778, -117.92750.